# Procés S
El procés S o captura lenta de neutrons és un tipus de nucleosíntesi que requereix condicions de menor densitat neutrònica i menor temperatura en les estrelles que el procés R. En aquestes condicions, l'índex de captura neutrònica pels nuclis és lent si el comparem amb la velocitat de desintegració beta. S'obtenen isòtops estables movent-se al llarg de la vall d'estabilitat dintre de la taula d'isòtops. El procés S produeix aproximadament la meitat dels elements més pesants que el ferro i, per tant, ocupa un paper important dintre de l'evolució química galàctica. El procés S difereix del R, més ràpid, en termes de camins de reacció i condicions de reacció.
El procés S, es creu que es dona en estrelles més massives que el Sol, principalment en les pertanyents a la branca asimptòtica de les gegants (AGB en anglès). A diferència del procés R, que pot donar-se durant segons en entorns explosius, el procés S pot allargar-se milers d'anys. El grau segons el qual el procés S fa augmentar el nombre atòmic dels elements al llarg de la taula isotòpica depèn essencialment de la capacitat de l'estrella per a produir neutrons, i per la quantitat inicial de ferro present. El ferro és el material de partida necessari perquè es doni aquest tipus de captura neutrònica -desintegració beta-, a partir de la qual se sintetitzen nous elements.
Les principals fonts de neutrons són: 
13C + α → ¹⁶O + n
22Ne + α → 25Mg + n

El procés S actuant des del rang Ag fins a l'Sb

S'aprecia fàcilment quina serà la principal font de neutrons i quina la secundària (Vegeu procés triple alfa). La font principal produeix elements pesants més enllà del Sr i del I, fins a arribar al plom en les estrelles amb l'índex de metal·licitat més baix. El lloc de producció del component principal són les estrelles menys massives de la branca asimptòtica de les gegants. El component secundari del procés S abasta elements del grup del ferro fins al Sr i el I, i comença al final del cicle de combustió d'heli i carboni en les estrelles més massives.
El procés S sovint es tracta matemàticament usant l'anomenada aproximació local, que dona un model teòric de les abundàncies dels diferents elements basant-se en l'assumpció d'un flux neutrònic constant dins de les estrelles, de manera que el quocient d'abundàncies sigui inversament proporcional al quocient de captura neutrònica per secció transversal per a cada isòtop. Aquesta aproximació és, com el seu nom indica, solament vàlida localment, per a isòtops de masses semblants. A causa dels fluxos neutrònics relativament baixos que s'esperen perquè es doni el procés S (de l'ordre de 10⁵ a 1011 neutrons per cm² per segon), no poden obtenir-se elements més enllà dels isòtops radioactius del tori o l'urani. El cicle que posa fi al procés S és: 
209Bi + n° → 210Bi + γ
210Bi → 210Po + β-
210Po → 206Pb + α
És llavors quan el 206Pb captura tres neutrons donant 209Pb, el qual es desintegra emetent un electró donant 209Bi, reprenent-se el procés.